# Middagsfjall (Kunoy)
De Middagsfjall is een berg die ligt op het eiland Kunoy, Faeröer. De berg heeft een hoogte van 805 meter.